# Салмин, Максим Иванович
Максим Иванович Салмин (род. 22 июня 1985 года) — российский волейболист. Победитель Кубка России по волейболу, чемпион России, серебряный призёр Европы и мира, серебряный призёр Сурдлимпийских игр. Входит в сборную команду России. Заслуженный мастер спорта России.

## Спортивная карьера
2010 год:
- 1 место — Кубок России по волейболу (г. Чехов).

2011 год:
- 3 место — чемпионат России по волейболу (г. Коломна);
- 2 место — чемпионат Европы по волейболу (Турция);
- 1 место — Международный турнир (дружеские игры)по волейболу среди глухих (США).

2012 год:
- 1 место — чемпионат России по волейболу (г. Коломна);
- 2 место — чемпионат мира по волейболу (Болгария).

2013 год:
- 1 место — чемпионат России по волейболу среди глухих и слабослышащих спортсменов (г. Раменское, Московская область);
- 2 место — летние Сурдлимпийские игры (г. София, Болгария)

## Работа
Работает в должности спортсмена в бюджетном учреждении Ханты-Мансийского автономного округа — Югры «Центр спорта инвалидов» (г. Ханты-Мансийск).